# بيل بالينغر
بيل بالينغر هو سياسي كندي، ولد في 17 ديسمبر 1945 في تورونتو في كندا. نشط حزبياً في الحزب الليبرالي في أونتاريو ‏. وقد انتخب عضو برلمان مقاطعة أونتاريو ‏.